# Albéric Loqueheux

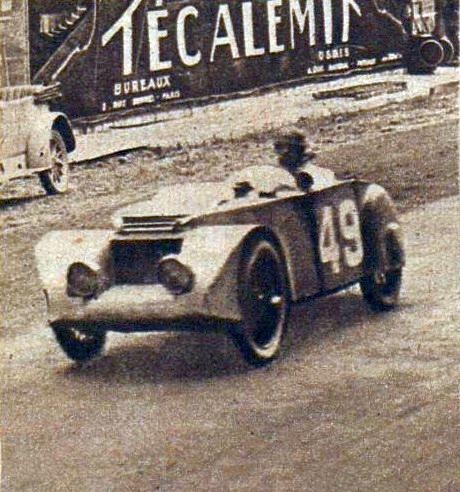
Der Chenard & Walcker Tank von Robert Sénéchal und Albéric Loqueheux beim 24-Stunden-Rennen von Le Mans 1925

Albéric Jules Loqueheux (* 10. Juni 1903 in Wiège-Faty; † 22. April 1985) war ein französischer Autorennfahrer.

## Karriere
Albéric Loqueheux startete in seiner Karriere einmal beim 24-Stunden-Rennen von Le Mans. 1925 steuerte er als Partner von Robert Sénéchal einen Chenard & Walcker an die 13. Stelle der Gesamtwertung.

## Statistik

### Le-Mans-Ergebnisse
| Jahr | Team              | Fahrzeug                    | Teamkollege     | Platzierung | Ausfallgrund |
| ---- | ----------------- | --------------------------- | --------------- | ----------- | ------------ |
| 1925 | Chenard & Walcker | Chenard-Walcker Z1 Spéciale | Robert Sénéchal | Rang 13     |              |